# Antsirabe
Antsirabe   este un oraș  în  partea centrală a Madagascarului. Este reședința regiunii Vakinankaratra.